# 埼玉县立大学短期大学部
埼玉县立大学短期大学部（日语：／ Saitamakenritsu Daigaku Tanki Daigakubu *）是过去一所位于日本埼玉县越谷市的公立短期大学。前身是埼玉县立卫生短期大学（日语：／ Saitamakenritsu Eisei Tanki Daigaku *）。

## 概要

### 简介
- 短期大学为于1975年开办、由埼玉县经营。招収男女学生到2005年[注 5]、停办于2008年[1][2]

### 历史
- 1975年 埼玉县立卫生短期大学成立于埼玉县浦和市。并同时设置三个学科、以下列举。
  - 第一护理科
  - 第二护理科
  - 卫生技术科
- 1981年 三个学科各自变更为、以下列举。
  - 第一护理科⇒第一护理学科
  - 第二护理科⇒第二护理学科[注 2]
  - 卫生技术科⇒卫生技术学科
- 1981年 两个学科成立、以下列举。
  - 牙科卫生学科[注 3]
  - 保育学科[注 3]
- 1981年 两个专攻于专科成立、以下列举。
  - 护理专攻[注 4]
  - 助产学专攻
- 1999年 校园迁址至埼玉县越谷市从埼玉县浦和市。改校名为埼玉县立大学短期大学部。
- 2005年 最后一年招生[注 5]、次年停止招生（正式停办于2008年7月31日[1]）。

## 学校环境
- 校区：在了埼玉县越谷市[注 1]

## 历任校长
- 加藤敏忠：第一代短期大学校长[2]。
- 佐藤进：最后短期大学校长[2]。

## 组织

### 学科
- 第一护理学科
- 第二护理学科[注 2]
- 卫生技术学科
- 牙科卫生学科[注 3]
- 保育学科[注 3]

### 专科
| - 护理专攻 - 助产学专攻 |

### 业余课程
| - 没有 |

## 相关链接
- 日本短期大学列表